# Northumberland, New Hampshire
Northumberland är en kommun (town) i Coos County i delstaten New Hampshire, USA. Vid folkräkningen år 2000 bodde 2 438 personer på orten. Den har enligt United States Census Bureau en area på totalt 95,7 km² varav 2,0 km² är vatten.